# Фауст (трагедия)
«Фа́уст. Траге́дия» (нем. Faust. Eine Tragödie.), чаще просто «Фа́уст» — философская поэма для чтения, которая считается главным трудом Иоганна Вольфганга фон Гёте. Содержит наиболее известный вариант легенды о докторе Фаусте.
Гёте работал над замыслом о Фаусте 57 лет. Первая часть (нем. Faust: der Tragödie erster Teil) писалась ещё в 1790-х годах, была закончена в 1806 году, опубликована через два года и несколько раз пересматривалась Гёте при переизданиях (последний раз в 1828 году). Над второй частью (нем. Faust: der Tragödie zweiter Teil) Гёте трудился в преклонные годы; она увидела свет уже после его смерти, в 1832 году. В 1886 году был обнаружен текст «Прафауста», сочинённого Гёте в молодости, в 1772—1775 гг.
Благодаря сложной прихотливости ритмов и мелодики, «Фауст» считается одной из вершин немецкой поэзии. Он входит во Всемирную библиотеку (список наиболее значимых произведений мировой литературы Норвежского книжного клуба).

## Содержание
Пролог
Трагедия начинается с не имеющего отношения к основному сюжету спора между директором театра и поэтом о том, как надо писать пьесу. В этом споре директор разъясняет поэту, что зритель груб, бестолков и не имеет собственного мнения, предпочитая судить о произведении с чужих слов. Да и не всегда его интересует искусство — некоторые приходят на представление лишь для того, чтобы щегольнуть своим нарядом. Таким образом, пытаться создать великое произведение не имеет смысла, поскольку зритель в массе своей не в состоянии его оценить. Вместо этого следует свалить в кучу всё, что попадётся под руку, а так как зритель всё равно не оценит обилия мысли — удивить его отсутствием связи в изложении.
Первая часть

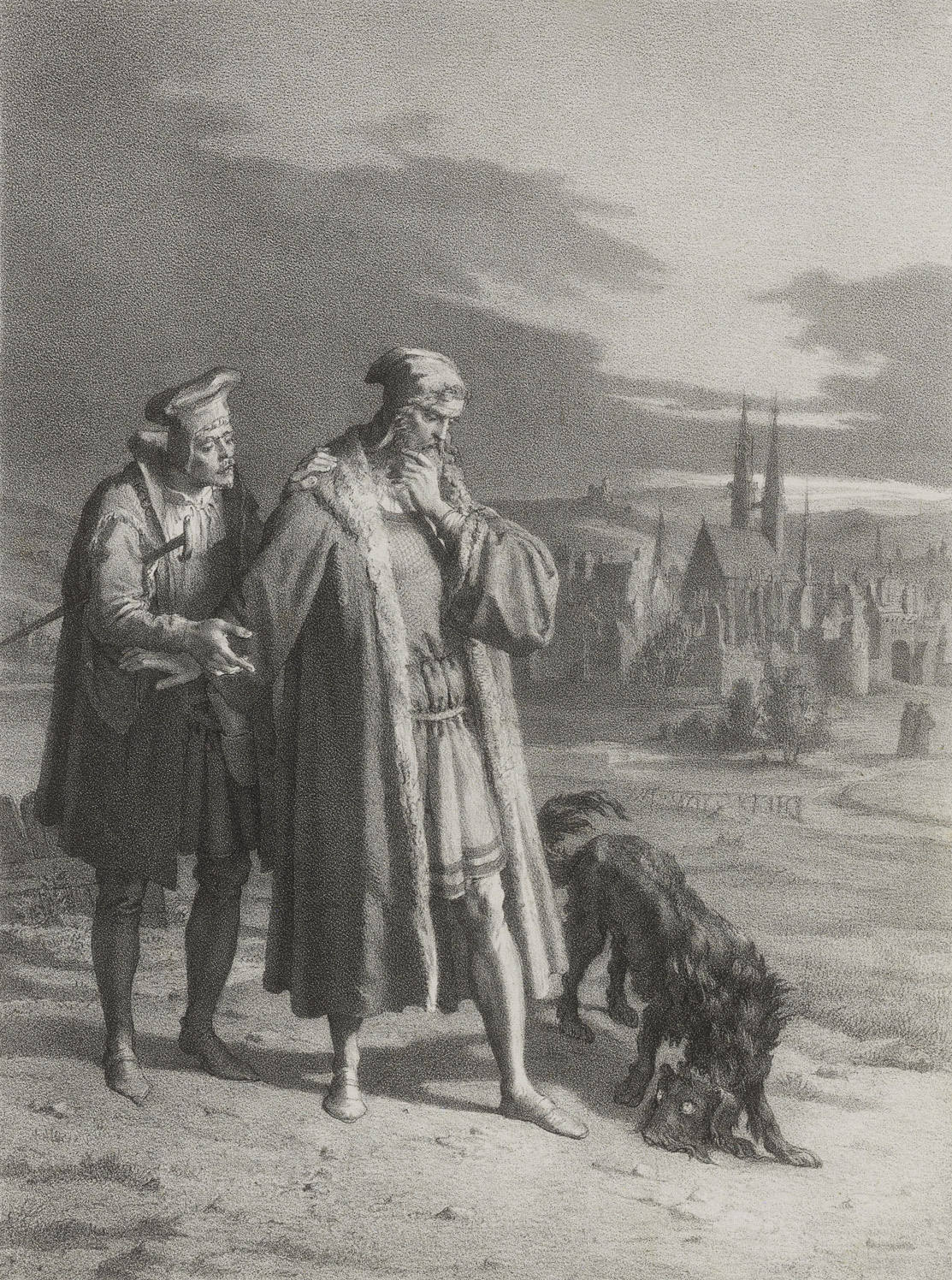
Ф. Г. Шлик. Фауст и Вагнер на прогулке.

Действие начинается на небе, где злой дух Мефистофель заключает с Господом пари на то, сможет ли Фауст спасти от него свою душу.
Профессор Фауст, своими изысканиями принёсший много добра жителям окрестных селений, не удовлетворён теми знаниями, которые за многие годы удалось ему извлечь из книг. Осознавая, что сокровенные тайны мироздания недоступны человеческому разуму, в отчаянии он подносит к губам склянку с ядом. Лишь внезапно зазвучавший благовест предотвращает самоубийство.
Бродя по городу со своим учеником Вагнером, Фауст встречает собаку, которую приводит за собой в дом, где она принимает человеческий образ Мефистофеля. Злой дух после ряда искушений убеждает старого отшельника вновь изведать радости опостылевшей ему жизни. Плата за это — душа Фауста. Скрепив договорённость кровью, Фауст отправляется «в одежде, свойственной повесам, изведать после долгого поста, что означает жизни полнота».
В поисках развлечений Фауст и Мефистофель кружат по Лейпцигу. В погребке Ауэрбаха злой дух поражает студентов извлечением вина из пробуравленной в столе дырки. Он потворствует желанию Фауста сблизиться с невинной девушкой Маргаритой (уменьшит. Гретхен), видя в этом желании одно лишь плотское влечение.
Чтобы подстроить знакомство Фауста с Маргаритой, Мефистофель втирается в доверие к её соседке Марте. Фаусту не терпится провести ночь наедине с возлюбленной. Он убеждает Маргариту усыпить мать имеющимся у него снотворным. Последняя от полученного снадобья умирает. Позже Маргарита обнаруживает, что беременна; её брат Валентин вступает с Фаустом в поединок.
Убив в драке Валентина, спутники покидают город, и Фауст не вспоминает Маргариту до тех пор, пока не встречает её призрак на шабаше. Призрак является ему в Вальпургиеву ночь на Броккене как пророческое видение — в виде девушки с колодками на ногах и тонкой красной линией на шее. Из расспросов Мефистофеля он выясняет, что его возлюбленная в темнице ждёт казни за то, что утопила дочь, зачатую ею от Фауста.
Фауст спешит на помощь в темницу к Маргарите, которую постепенно покидает рассудок, и предлагает ей побег. Девушка отказывается принять помощь нечистой силы и остаётся ждать казни. Вопреки ожиданиям Мефистофеля, Господь принимает решение спасти душу девушки от мук ада и объявляет свой вердикт: «Спасена».
Вторая часть
Вторая часть представляет собой «огромную поэтико-философскую фреску, полную зашифрованных символических и мистических ассоциаций и непрояснённых загадок, равной которой по сложности трудно найти в мировой литературе».
Эта часть «Фауста» более эпизодична, чем первая. Она состоит из пяти актов с относительно самостоятельными фабулами. Действие переносится в античный мир, где Фауст сочетается браком с прекрасной Еленой. Фауст и Мефистофель сводят знакомство с императором и принимают ряд мер по улучшению благосостояния его подданных.
Художественный мир второй части — это сложное переплетение между Средневековьем, где происходит действие первой части, и античностью, которая была весьма близка Гёте как человеку Просвещения. Для понимания текста необходимо хорошее знание древнегреческой мифологии, вследствие чего (в отличие от первой части трагедии) продолжение «Фауста» не входит в Германии в школьную программу и редко инсценируется в театрах.
На исходе жизни ослепший Фауст предпринимает постройку плотины для блага человечества. Слыша звук лопат, он переживает величайший миг в своей жизни, полагая, что его работа принесёт большую пользу людям. Ему невдомёк, что это по заданию Мефистофеля лемуры (ночные духи) копают его могилу. Вспомнив про контракт с Мефистофелем, Фауст говорит о том, что лишь осушив болота и создав плодородный край, он попросит остановить мгновенье его жизни. Но умирает по предсказанию духа Заботы, отомстившего за смерть невинных стариков.
Согласно условиям контракта душа Фауста должна попасть в ад. Однако пари, заключённое между Мефистофелем и Богом, о том, сможет ли Фауст спастись, Господь разрешает в пользу спасения души Фауста, поскольку тот до последнего дня своей жизни трудился на благо человечества.
Таким образом, в отличие от традиционных версий легенды, согласно которым Фауст попадает в ад, в версии Гёте, несмотря на выполнение условий соглашения и на то, что Мефистофель действовал с разрешения Бога, ангелы забирают душу Фауста у Мефистофеля и уносят её в рай.

## Сравнение с более ранними трактовками легенды о Фаусте

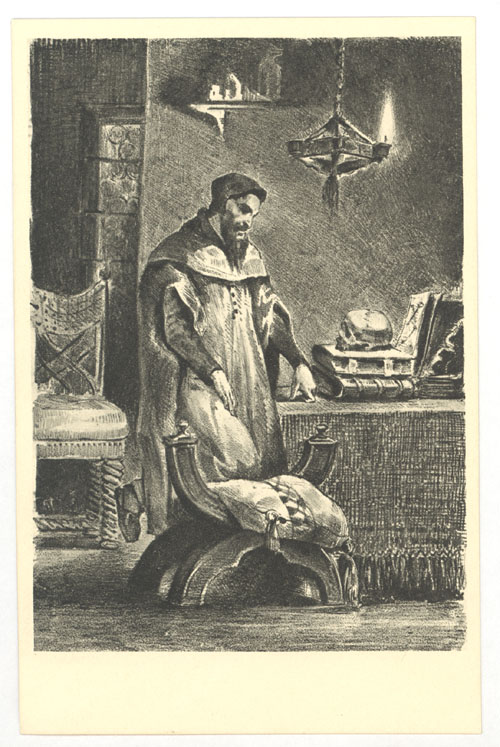
Эжен Делакруа создал цикл иллюстраций к «Фаусту» Гёте

В ранних историях о Фаусте мотивы, по которым учёный заложил свою душу, варьировались. Так, в «Народной книге» XVI века Фауст продаёт свою душу ради мирских удовольствий, а в «Трагической истории доктора Фауста» Кристофера Марло им движет желание обессмертить своё имя. В гётевской трактовке Фауст тонет в пучине крайнего пессимизма и с полным безразличием относится к загробной жизни, отсюда лёгкость, с которой он заключает сделку с дьяволом.
В изначальных легендах о Фаусте герой делает попытки жениться, но под давлением Мефистофеля, противящегося браку (как обычаю, заповеданному Богом), предаётся блуду. В интерпретации Гёте конфликт между Фаустом и Мефистофелем о браке отсутствует. История отношений Фауста и Маргариты полностью придумана Гёте.
И в «Народной книге», и в «Трагической истории доктора Фауста» присутствуют попытки Фауста обратиться к Небу, однако в версии Гёте подобные размышления исключены. Как и в более ранних версиях легенды о Фаусте, значительный объём текста уделён шуткам и магическим проделкам Фауста и Мефистофеля.
Для мировоззрения Гёте (как и эпохи Просвещения в целом) характерен оптимизм. Поэтому в его трактовке Бог спасает души как Маргариты, так и Фауста, несмотря на совершённые ими прегрешения и отступления от буквы закона. Даже искушения тёмных сил рассматриваются Гёте в позитивном ключе, и сам Сатана у него признаёт: «Я — часть той силы, что вечно хочет зла и вечно совершает благо».

## Переводы

### Русский
При постановках и цитировании «Фауста» в России чаще всего используется перевод Бориса Пастернака, выполненный в 1948—1953 гг. Русский поэт вынашивал планы перевода «Фауста» с 1920-х годов. По его словам, трагедия Гёте «вся была в жизни… она переведена кровью сердца… одновременно с работой и рядом с ней были и тюрьма, и прочее, и все эти ужасы, и вина, и верность». Несмотря на несомненные поэтические достоинства, в первое время после публикации перевод этот сильно критиковали за вольное обращение с образным строем и метрикой оригинала.
Среди других переводов выделяется работа Константина Иванова, историка средневековья. Ещё студентом в 1880-м Константин Алексеевич Иванов начал перевод «Фауста» Гёте, к которому вернулся после ухода в отставку в 1917-м и закончил в начале 1919 года — в сумме автор вынашивал идею своего переложения «Фауста» почти сорок лет. По мнению доцента кафедры немецкой литературы СПбГУ Ирины Алексеевой, это не просто «ещё один перевод», а «бесценное произведение, углубляющее представления русскоязычного читателя об одном из величайших произведений мировой литературы». Её коллега-философ, профессор Института иностранных языков Алексей Аствацатуров пишет, что главное в трагедии – гётевская философская концепция второй части – никогда прежде не была передана по-русски с такой точностью и полнотой. Перевод Иванова, по его мнению, самый «гётевский» из ныне известных. В связи с революцией текст затерялся, долгое время пребывал в виде рукописи и был отредактирован и опубликован издательством «Имена» только в 2006 году очень малым тиражом. Доступна полная электронная версия со вступительным словом и примечаниями переводчика.
Авторы других переводов трагедии на русский язык:
- Николай Холодковский
- Валерий Брюсов[13]
- Александр Струговщиков
- Михаил Вронченко[14]
- Анатолий Мамонтов
- Афанасий Фет[15]
- А. Гончаров
- Соколовский А. Л. (прозаический перевод)
- Эдуард Губер (первый перевод трагедии на русский язык)[16]
- Николай Врангель[17]
- Николай Травин (перевёл фрагменты первой части)
- Владимир Микушевич

### Украинский
- Иван Франко, 1882
- Дмитрий Загул, 1919 (перевёл первую часть произведения)
- Николай Улезко, 1926 (перевёл первую часть трагедии)
- Тодор Вернигора, 1931 (перевёл фрагменты второй части)
- Николай Лукаш, 1955 — первый полный украинский перевод

### Французский
- Луи де Сент-Олэр, (первый том), 1823
- Альбер Стапфер, 1823
- Жерар де Нерваль, 1828
- Альфонс де Лепан, 1840, 1847
- А. де Полиньяк, 1859
- Жак Порша (неотредактированная версия), 1860
- Пупар д’Уайльд, 1863
- Жакобюс Родленманн, 1868
- С. Мазьер, 1869
- Александр Лэа, 1873
- Анри Башараш, 1873
- Нерваль, 1877
- Марк Монье, 1875, 1883
- Жак Порша (в обработке и редакции Б. Леви), 1878
- А. Моссене, 1878
- Огюстен Даниэль, 1881
- Жорж Гросс, 1881
- Арман де Ридматэн, 1881
- Камилла Бенуа, 1891
- Франсуа Сабатье, 1892
- Жорж Прад, 1895
- Сюзанна Паклэн, 1903—1908
- неизвестный переводчик, 1904
- Ральф Рёдрих Шропп, 1905
- Жак Порша (в обработке и редакции Анри Массуля), 1911
- Анри Лихтенбергер, 1920
- Ж. Ромер, 1921
- Анри Генсэ, 1930

### Чувашский
- Наум Урхи

## Значительные театральные постановки

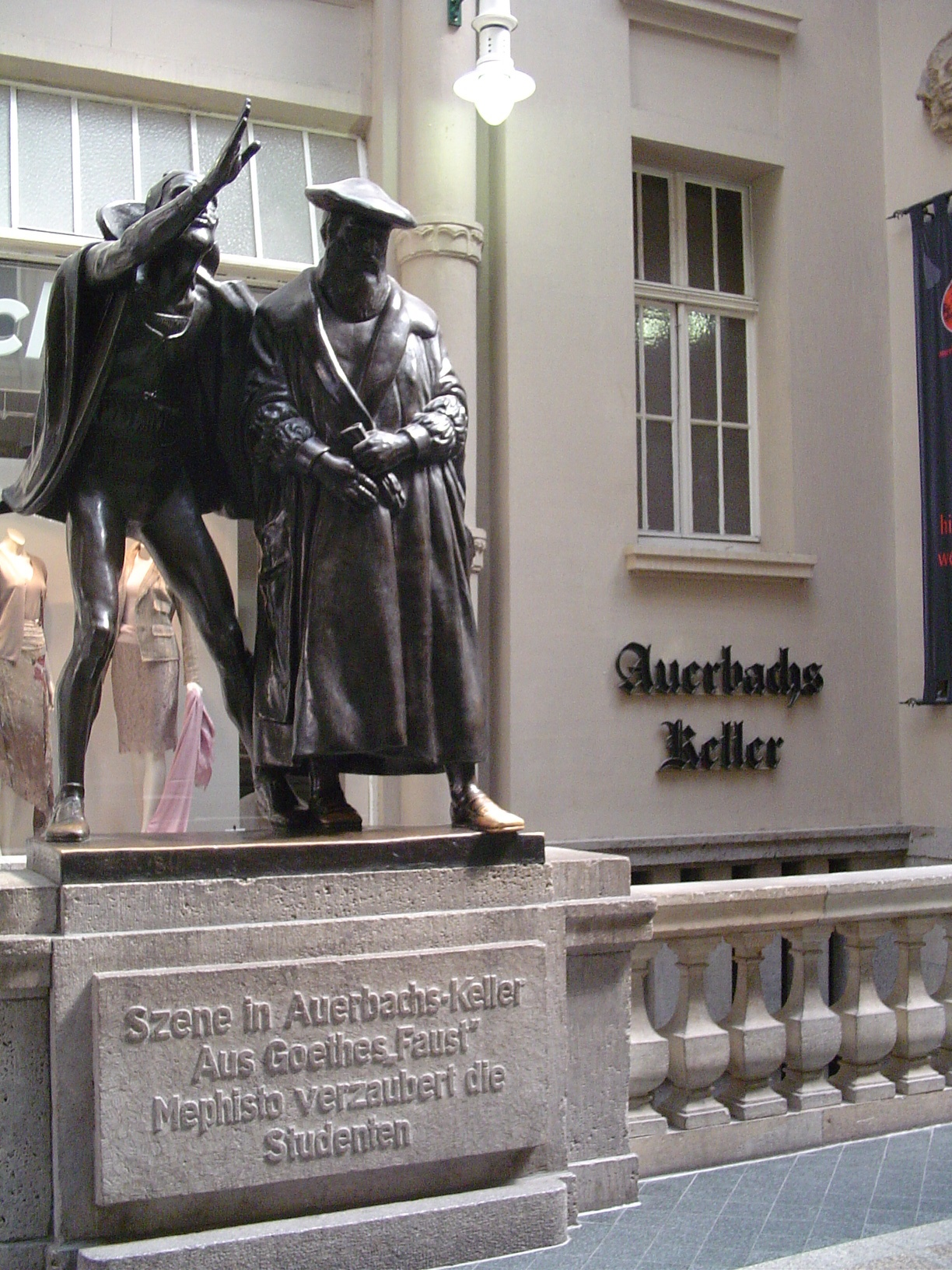
Мефистофель и Фауст на входе в лейпцигский «Погреб Ауэрбаха»

- 24 мая 1819 — дворец Монбижу, Берлин. Сцены из «Фауста». Музыка князя Антона Радзивилла.
- 19 января 1829 — Хофтеатр (Opernhaus am Hagenmarkt; Hoftheater; Брауншвейг). Инсценировка I части Э. Клингеманом.
- 29 августа 1829 — Немецкий национальный театр в Веймаре
- 1835 — Дюссельдорфский театр К. Л. Иммермана
- 24 июня и 28 сентября 1852 — Веймар. II том.
- 1875/1876 — Немецкий национальный театр в Веймаре. Пост. Отто Девриента.
- 1907 — Мюнхенский художественный театр. Реж. Г. Фукс.
- 1909 — Deutsches Theater (Берлин). Пост. М. Рейнхардта.
- 1932 — Прусский государственный театр, (Берлин). Пост. Лотара Мютельса. В роли Мефистофеля — Г. Грюнденс.
- 1933 — Зальцбургский фестиваль (Felsenreitschule). Пост. М. Рейнхардта.
- 1933 — Театр в Йозефштадте. Реж. Отто Премингер
- 1938 — Гётеанум (Швейцария). Пост. Марии Штайнер в антропософском ключе.
- 1939 — Бургтеатр (Вена). В роли Фауста — Эвальд Бальзер.
- 1948 — Бургтеатр-ансамбль (Вена). Реж. Э. Бальзер. Оскар Вернер — Ученик.
- 1949 — Ганновер. Под назв. Aluminium-Faust. Пост. Альфреда Роллера. Сценограф Рудольф Шульц. В роли Фауста — Герхард Юст.
- 1949 — Гамбургский театр. Мефистофель — Г. Грюнвальд.
- 1949 — Бродвей, Нью-Йорк. Пост. Леона Аскина.
- 1952 — Берлинер Ансамбль. Реж. Эгон Монк. Урфауст.
- 1954 — Deutsches Theater. Реж. Вольфганг Лангхофф; Фауст — Курт Олигмюллер, Мефистофель — Эрнст Буш.
- 1955 — Бургтеатр. Торжественное открытие восстановленного здания театра — «Театральная прелюдия» из Фауста. В ролях: Вернер Краус, Герман Тимиг и Раоуль Аслан.
- 1956/7 — Дойчес Шаушпильхауз (Гамбург). Реж. Петер Горски; продюсер и исполнитель роли Мефистофеля — Г. Грюнденс; Фауст — Вилль Квадфлиг, Гретхен — Элла Бухи, Марта — Э. Фликеншильдт, Валентин — М. Экард, Вагнер — Э. Маркс, Студент — Уве Фридрихсен. 1 часть. Гастроли в СССР в 1960 году.
- 1965 — Лейпциг. Пост. Кайзера. II часть.
- 1965/7 — Веймар. Пост. Фритца Бенневитца. II часть.
- 1976 — Венский Бургтеатр. Пост. Герхарда Клингенберга, Отомара Крейца. Фауст — Рольф Бойзен, Мефистофель — Хейнц Райнке.
- 1977 — Штутгарт. Инсценировка Клауса Пейманна, А. Фрайера и Германна Бейля. Фауст — Мартин Люттге, Гретхен — Тереза Аффольтер.
- 1979 — Шверин. Пост. Кристофа Шрота.
- 1984 — Берлинер ансамбль. Пост. Хорста Загерта. Фауст — Германн Бейер, Гретхен — Коринна Харфух.
- 1986 — Мюнхен Каммершпилен. Пост. Дитера Дорнса.
- 1990 — Штаатпильхауз Дрезден. Пост. Вольфганга Энгеля.
- 1990 — Шаушпиль Франкфурт. Реж. Айнар Шлиф. I часть.
- 1989, 1990 — Пикколо театро ди Милано. Реж. Дж. Стрелер, сценограф Й. Свобода. Два спектакля по фрагментам первой и второй частей трагедии.
- 2000 — Всемирная выставка Expo, Ганновер. Реж. Петер Штайн, музыка А. Аннекино, фортепьяно Дж. Виталетти. Длительность — 21 час, 35 актёров, две сцены.
- 2000 — Моноспектакль П. Штайна на основе предыдущего. Музыка — Дж. Виталетти (фортепьяно).
- 2000 — «Старый новый Фауст» в Московском театре Луны под рук. Сергея Проханова.
- 2002 — Театр на Таганке. Реж. Ю. П. Любимов, художник — Б. А. Мессерер, композитор — В. И. Мартынов. Фауст — А. А. Трофимов, Мефистофель — Т. Бадалбейли, Маргарита (Гретхен) — А. Басова.
- 2003 — Пост. Ингмара Тило; Фауст — Антониус Сафралис, Мефистофель — Рафаэла Цик (Raphaela Zick), Елена — Ульрике Достал, Max Friedmann (Lynceus). 2 часть.
- 2004, 2005 — Deutsches Theater (Берлин). Реж. М. Тальхаймер, художник-постановщик — О. Альтманн, композитор — Б. Вреде. Фауст — И. Хюльсманн, Мефистофель — Свен Леманн, Маргарита — Р. Циммерманн. Два спектакля по первой и второй частям.
- 2006 — Театро комунале Модена. Реж. Э. Някрошюс.
- 2008 — Веймарский Национальный театр. Реж. Тильманн Келер. I часть.
- 2009 — Бургтеатер. Реж. Маттиас Хартман; Фауст — Тобиас Моретти, Мефистофель — Герт Фосс.
- 2009 — «Школа драматического искусства» (Москва). Постановка Б. Ю. Юхананова, реж. — И. В. Яцко, сценография и костюмы — Ю. Хариков, хореограф — А. Кузнецов, композитор — Ираида Юсупова. Исполнители: И. В. Яцко, Сабитов Р., Петров В. и др.

Роль Маргариты исполнялась в том числе Марией Ермоловой и Верой Комиссаржевской.

## Экранизации
Существует много фильмов на тему легенды о Фаусте, но все они достаточно далеко отступают от сюжетной канвы трагедии Гёте либо используют только мотивы первой части трагедии (любовная линия Фауста и Маргариты). К этой истории обращались такие крупные кинорежиссёры, как Ф. В. Мурнау («Фауст», 1926), Рене Клер («Красота дьявола», 1950) и Александр Сокуров («Фауст», 2011).
В советское время было снято два телеспектакля по «Фаусту» Гёте:
- в 1969 году — по спектаклю Е. Симонова в Театре им. Вахтангова (Фауст — А. Кацынский; Мефистофель — Ю. Яковлев);
- в 1986 году — по спектаклю Михаила Козакова (в главных ролях: М. Козаков, З. Гердт, И. Муравьёва).

## Культурное влияние
«Фауст» оказал значительное влияние на мировую культуру, став источником художественных образов и проблематики для множества литературных произведений. В русской литературе к «Фаусту» обращались за вдохновением А. Пушкин («Сцена из Фауста»), В. Брюсов («Огненный ангел»), М. Булгаков («Мастер и Маргарита», «Роковые яйца») и другие авторы. В музыке есть известная опера Шарля Франсуа Гуно «Фауст» и одноимённая симфония Ференца Листа. 